# Łubnica (województwo wielkopolskie)
Łubnica – wieś w Polsce położona w województwie wielkopolskim, w powiecie grodziskim, w gminie Wielichowo.

## Historia
Wieś pierwotnie związana była z Wielkopolską. Ma metrykę średniowieczną i istnieje co najmniej od końca XIII wieku. Wymieniona w dokumencie zapisanym po łacinie z 1288 Lubnica, 1297 Lubnicza, 1319 Lubnicze.
Miejscowość początkowo była własnością książęcą, a potem w drodze wymiany stała się kościelną i należała do biskupstwa poznańskiego. Leżała w powiecie kościańskim Korony Królestwa Polskiego. W 1510 należała do parafii Wielichowo.
Wieś pierwszy raz była wzmiankowana w 1280, kiedy to książę wielkopolski Przemysł II przekazał ją w zamian za inne dobre biskupstwu poznańskiemu. W 1297 biskup poznański Jan Gerbicz dał Jaśkowi oraz Włostkowi swą wieś Łubnica w celu lokacji na prawie niemieckim. Według dokumentu nadania wsi miał im przypaść co siódmy łan flamandzki, który został uwolniony od podatków. Wolnizna miała trwać 5 lat, przy czym w pierwszym jej roku biskup miał otrzymywać 4 grzywny, a w następnych latach po 5 grzywien tytułem dziesięciny. Po upływie wolnizny mieszkańcy mieli płacić po dwie ćwiertnie pszenicy, 5 ćwiertni owsa, 5 ćwiertni żyta oraz jedną grzywnę z łanu jako czynsz, który miał być odstawiany do Ząbrska (obecnie Zemsko, k. Stęszewa). Jeden łan miał pozostać wolny od świadczeń, jako zastrzeżony dla plebana, gdyby wieś miała w przyszłości kościół. Połowę łana przeznaczone zostało na pastwisko, a mieszkańcy mieli prawo korzystania z lasów biskupich w Wielichowie. Jasiek i Włostek mieli zostać sołtysami wsi mając prawo do posiadania karczmy, kuźni, piekarni, ławy szewskiej oraz jatki, a także prawo do polowań na zające pod warunkiem nie szkodzenia zasiewom. Obu przypadać miała 1/3 dochodów z sądownictwa.
W XVI wieku miejscowość odnotowały historyczne rejestry podatkowe. W 1510 wieś miała 15 łanów osiadłych oraz 6 łanów opuszczonych, które dzierżawili kmiecie od burgrabiego starościńskiego. Odnotowane zostały także 3 łany sołeckie. W 1530 odbył się pobór od 11 łanów oraz od wiardunek od jednego łana sołtysa. W 1563 pobrano podatki od 11 łanów, jednego łana sołeckiego, karczmy, komornika. W 1564 wieś leżała w kluczu wielichowskim miała 20,5 łana, 3 łany sołeckie, 15 łanów osiadłych płacących czynsz, 2,5 łana opuszczonego uprawiano w zamian za czynsz oraz karczmę. Wiejska łąka zwana Kostrzec koszona była na potrzeby dworu. W 1571 pobór odbył się od 15,5 łana kmiecego, jednego łana sołeckiego, karczmy opuszczonej, zagrodników lub komorników nie odnotowano. W 1581 pobór od 14,5 łana i 3 łanów należących do miejscowych sołtysów.
Pod koniec XVI wieku wieś duchowna Łubnica była własnością biskupstwa poznańskiego, leżała w powiecie kościańskim województwa poznańskiego w Rzeczypospolitej Obojga Narodów.
W wyniku II rozbioru Rzeczypospolitej w 1793, miejscowość przeszła w posiadanie Prus i jak cała Wielkopolska znalazła się w zaborze pruskim. W okresie Wielkiego Księstwa Poznańskiego (1815-1848) miejscowość wzmiankowana jako Łubnica należała do wsi większych w ówczesnym pruskim powiecie Kosten rejencji poznańskiej. Łubnica należała do okręgu wielichowskiego tego powiatu i stanowiła część prywatnego majątku Wielichów (dziś Wielichowo), którego właścicielem był wówczas Mikołaj Mielżyński. Według spisu urzędowego z 1837 roku Łubnica liczyła 303 mieszkańców, którzy zamieszkiwali 34 dymy (domostwa).
Pod koniec XIX wieku Łubnica, pod nazwą Lubnica należała do powiatu kościańskiego. W 1871 roku liczyła 57 domostw i 399 mieszkańców, zaś w 1880 roku liczyła 520 mieszkańców, w większości katolików (protestantów było 13). Folwark Lubnica (3 domostwa i 77 mieszkańców) należał do majątku Wielichowo.
W latach 1954–1959 wieś należała i była siedzibą władz gromady Łubnica, po jej zniesieniu w gromadzie Wielichowo. W latach 1975–1998 miejscowość administracyjnie należała do województwa poznańskiego. W 2011 roku Łubnica liczyła 766 mieszkańców.
Znajduje się tutaj kopalnia gazu ziemnego „Wielichowo”, należąca do PGNiG SA Oddział w Zielonej Górze. Ważnym lokalnym pracodawcą jest także Rolniczy Kombinat Spółdzielczy Łubnica.